# Wenn das Herz spricht
Wenn das Herz spricht ist ein britisches Spielfilmdrama aus dem Jahre 1952 mit Maria Schell, Marius Goring und seiner Ehefrau Lucie Mannheim in den Hauptrollen. Die Geschichte basiert auf dem Ronan Je ne suis pas une héroïne von Noëlle Henry.

## Handlung
Die Handlung spielt im von deutschen Truppen besetzten Belgien während des Zweiten Weltkriegs. Im hochherrschaftlichen Familienschloss residiert die Adelsfamilie de Malvines, bestehend aus der noch recht jungen Nicole und ihrer alten Mutter. Ein Teil der Anlage wird von der Wehrmacht als Unterkunft für die eigenen Offiziere unter Führung von Oberst Günther von Hohensee requiriert. Der Offizier tritt anfänglich wie das Abziehbild eines Herrenmenschen auf: arrogant, effizient und rücksichtslos. Die de Malvines sind generell alles andere als gut auf die Deutschen zu sprechen, in zwei Weltkriegen haben sie bereits mehrere männliche Familienangehörige auf dem Schlachtfeld verloren. Die junge Nicole macht daher auch gegenüber dem Oberst keinen Hehl aus ihrer Abneigung gegenüber allem Deutschen. 
Dann aber entwickelt sich die Gelegenheit für eine Annäherung: Nicole und Hohensee entdecken ihre gemeinsame Liebe zur Musik, insbesondere zu Klavierstücken, und der musikalische Offizier unterrichtet Nicole ein wenig am Piano. Trotz aller Widrigkeiten, die diese Situation und der gesamte Krieg mit sich gebracht hat, beginnen sich diese beiden so unterschiedlichen Charaktere ineinander zu verlieben. Die Musik ist ihr zentrales Verbindungsglied, und daher sagt Nicole auch nicht nein, als er mit ihr nach Brüssel fahren will, um dort die Oper zu besuchen. Man verabredet absolute Diskretion, um die Gegner dieser „Völkerversöhnung en miniature“ in einem Meer aus Hass nicht unnötig aufzuschrecken. Die Dinge verkomplizieren sich, als mehrere Mitglieder des belgischen Widerstands, angeführt von Nicoles Cousin Phillipe de Malvines, hellhörig werden. Phillipe verlangt von Nicole, ihre Beziehung zum deutschen Oberst  einzusetzen und in dessen Besitz befindliche, militärisch wichtige Unterlagen zu entwenden. Anschließend solle sie diese an die Résistance weiterzugeben. Ein ‚nein‘ seitens Nicole, so macht ihr Vetter klar, würde er nicht akzeptieren. 
Rasch muss das belgisch-deutsche Paar erkennen, dass seine Beziehung unter diesen Umständen zum Scheitern verurteilt ist. Hohensees ehemalige Geliebte, die Opernsängerin Lotte Schönberg, erkennt bald, wie es um Günther und seiner kleinen belgischen Freundin steht. Sie versucht ihn davon zu überzeugen, nicht länger damit zu warten, Nicole seine Liebe zu gestehen, denn es bleibe, so der englische Filmtitel, dafür unter diesen Umständen „so wenig Zeit“. Hohensee gesteht seine Liebe zu dem jungen Mädchen ein und glaubt auch fest daran, dass Nicole seine Gefühle erwidert. Er ist aber  auch davon überzeugt, dass derzeit einfach zu viele Dinge gegen diese Verbindung sprechen würden und es wohl unter diesen Bedingungen keine gemeinsame Zukunft geben könnte. Hohensee teilt Lotte mit, dass er, um nicht weiter Konfusionen zu erzeugen, seine Versetzung an die Front beantragt habe. 
Oberst von Hohensee glaubt, es sei am besten, wenn er Nicole durch ruppiges Verhalten dazu bringen könnte, sich zu „entlieben“. In ihrer Gegenwart demütigt der Deutsche einen ihrer engen Freunde, Gérard. Nicole und Hohensee geraten daraufhin in einen heftigen Streit und gehen sich mehrere Tage aus dem Weg. Als aber Nicole erfährt, dass ihr Liebster bald Belgien und das Schloss verlassen werde, geht sie eines Nachts auf ihn zu und bittet ihn inständig, zu bleiben. Nun kann sich Günther nicht länger zurückhalten, lässt, wie der deutsche Titel ankündigt, sein Herz sprechen, und beide gestehen sich gegenseitig ihre Liebe. Dann aber fliegt beider Beziehung auf, und eine Trennung scheint unausweichlich. Von Hohensee entdeckt, dass Nicole dienstliche Dokumente von seinem Schreibtisch gestohlen hat und konfrontiert sie mit seiner Erkenntnis, nachdem sie von der Übergabe an ihren Cousin Phillipe zurückgekehrt ist. Nicole wird versehentlich von ihrem Cousin erschossen, als dieser versucht, von Hohensee zu töten, und stirbt in Günthers Armen. Im Angesicht ihres Todes erschießt anschließend von Hohensee sich selbst.

## Produktionsnotizen
Wenn das Herz spricht entstand 1951 mit Innenaufnahmen in den Elstree Studios und mit einem 20-tägigen Außendreh in Belgien (Schloss Sterrebeek bei Zoutleeuw). Der Film wurde im März 1952 in Deutschland uraufgeführt. Die britische Premiere fand am 18. April 1952 in London statt.
Edward Carrick entwarf die Filmbauten, Julie Harris die Kostüme. Louis Levy übernahm die musikalische Leitung, Shura Cherkassky war am Klavier zu hören.

## Synchronisation
| Rolle                       | Darsteller        | Synchronsprecher   |
| --------------------------- | ----------------- | ------------------ |
| Nicole de Malvines          | Maria Schell      | Maria Schell       |
| Oberst Günther von Hohensee | Marius Goring     | Hans Nielsen       |
| Madame de Malvines          | Gabrielle Dorziat | Elly Burgmer       |
| Anna                        | Barbara Mullen    | Erna Nitter        |
| Phillipe de Malvines        | John Bailey       | Wolfgang Schwarz   |
| Leutnant Seger              | Harold Lang       | Carl-Heinz Schroth |

Die deutsche Synchronregie übernahm Werner Malbran.

## Kritiken
Im Lexikon des Internationalen Films heißt es: „Ein kammerspielhafter Film mit nobler Geste zur Völkerversöhnung, dezent und nachdenklich, inszenatorisch etwas gedehnt.“
Halliwell‘s Film Guide nannte den Film eine „düstere Liebesgeschichte mit musikalischer Begleitung“ und kam zum Schuss, dass das Melodram „tolerabel aber langsam“ sei.